# 運河ルネサンス
運河ルネサンス（うんがルネサンス）とは、東京都港湾局港湾整備部による、東京臨海部の運河の活用及び整備を推進する取り組み。東京の水辺の魅力の向上や観光振興に資するため、運河などの水域利用とその周辺におけるまちづくりが一体となり、地域の賑わいや魅力を創出することを目的とする。

## 概要
2004年に国土交通省が策定した「河川敷地占用許可準則の特例措置」では、河川敷地における民間事業者による施設設置および営利活動が可能となった。これに基づいて、従来は港湾事業者に限定されていた運河の水域占用許可に対して規制緩和を行い、民間事業者の水域占用を可能とすることで、地域主体による運河利用を活性化させることを目的とした取り組みである。
具体的には臨海地域の町会、商店会、企業などの民間事業者、NPO法人などの団体による地域協議会が運河の活用方法を検討、運河を利用したイベント、運河上に設置したい観光桟橋や水上レストラン等の施設の設置など運河沿いの活性化について計画された取り組みについて、東京都港湾局はその取り組みを推進するために「水域占用許可」を出して支援を行なう。

### 対象地域
2019年8月現在、芝浦地区、品川浦・天王洲地区、朝潮地区、勝島・浜川・鮫洲地区及び豊洲地区の5地区が対象地域となっている。

## これまでの実績

### 品川浦・天王洲地区
2005 年 6 月に推進地区に指定された品川浦・天王洲地区は地元の民間事業者が主体となり、水上レストラン設置による飲食事業や浮桟橋の設置を実施している。また、運河ルネサンス協議会が主体となり、浮桟橋を利用した舟運イベント「しながわ運河まつり」や利用ルールに関する啓蒙活動を実施している。
水上レストランの計画地には、都市計画法に基づく「市街化調整区域」と港湾法に基づく「港湾区域」が重層的に定められており、施設設置に際しては、都市計画法に基づく“公益上必要な建築物”による開発行為であり、かつ水域占用許可対象として “物流等の港湾機能を満たす用途”である必要があった。本来、水上レストランは民間事業者による商業利用を目的とした施設であるため許可を得難い事例であったが、観光資源として運河利用を目的とした取り組みであったことから運河ルネサンス事業に基づき柔軟な法制度の解釈がなされることで水域占用が認められた。また、2012年7月には集合住宅ワールドシティタワーズに設置された防災桟橋が運河ルネサンスの桟橋として追加され、チャータークルーズの乗降桟橋として住民などが活用しているほか、2010年10月には天王洲運河にビジター桟橋を設置、屋形船等の運河や港内クルーズ等の発着場所として活用、さらに隣接した公開空地では毎年4回、天王洲アイルのキャナルフェスが盛大に催されるなど、様々な水域活用の取り組みが進んでいる。

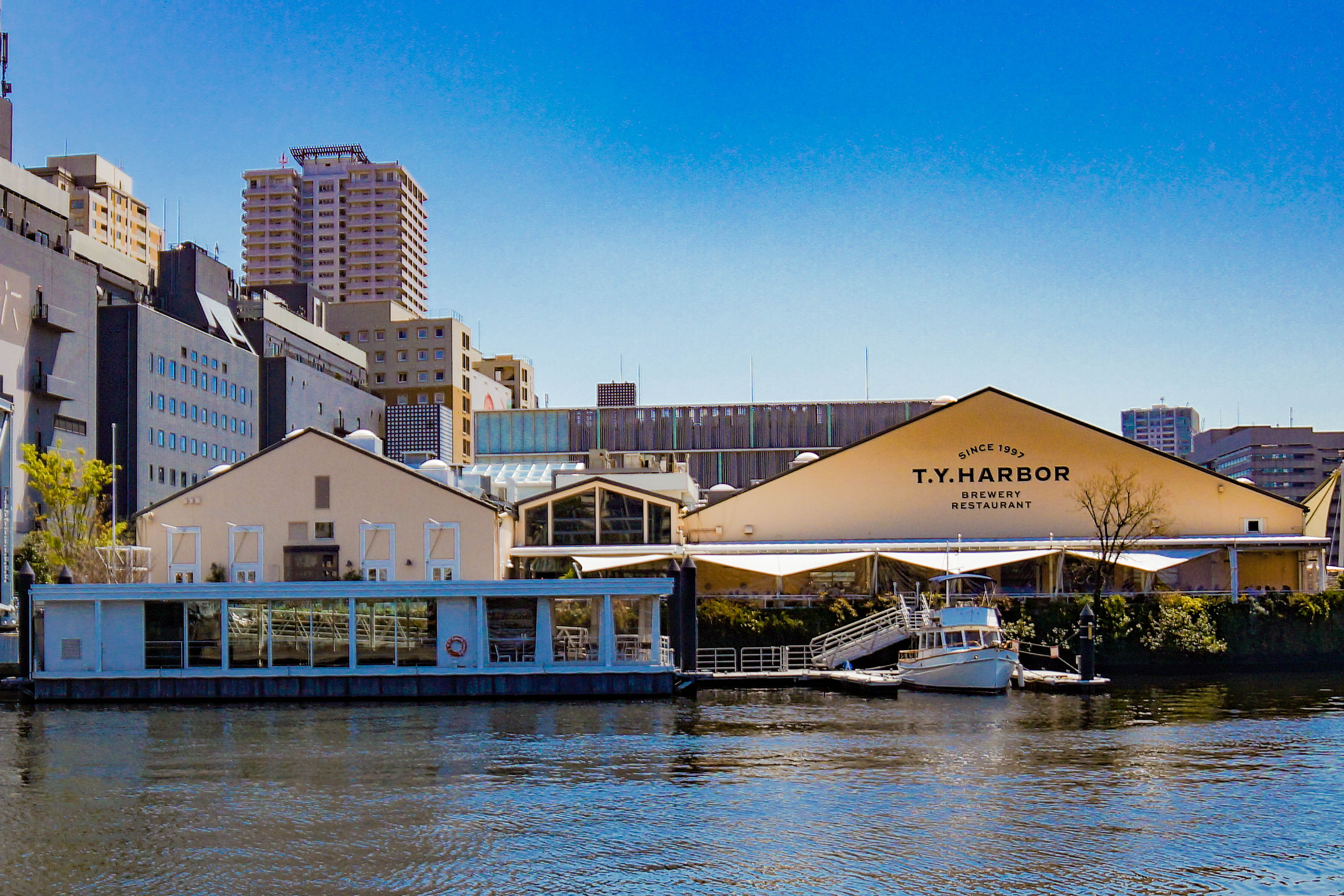
水上レストラン、浮体式飲食施設
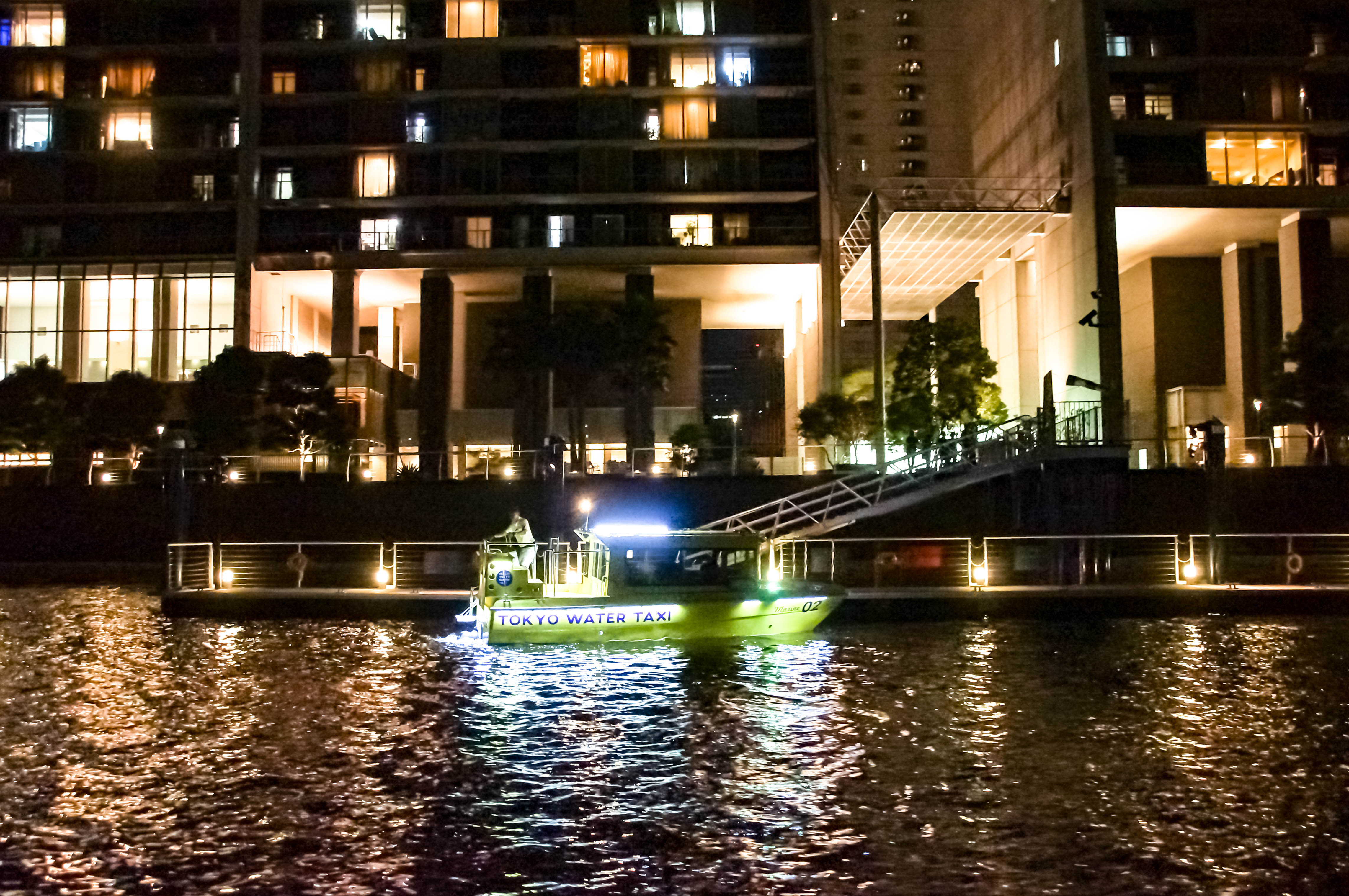
集合住宅に設置された桟橋

### 芝浦地区
2005年6月に推進地区に指定された芝浦地区は、地元商店会を中心として遊歩道上のオープンカフェ設置による飲食事業や浮桟橋の設置を実施している。また、運河ルネサンス協議会が主体となり浮桟橋を利用した舟運イベント「芝浦運河まつり」を実施している。地元商店会が主体となり新芝運河沿い遊歩道上で営業しているオープンカフェは、地元区の助成金制度を活用し実現に至っている。実施に際しては地元区との協議を重ね、遊歩道上の公共性を確保するため自動車を改装した移動式の店舗形態での営業を行うことで遊歩道上の独占的な占用を避け公共性を確保している。

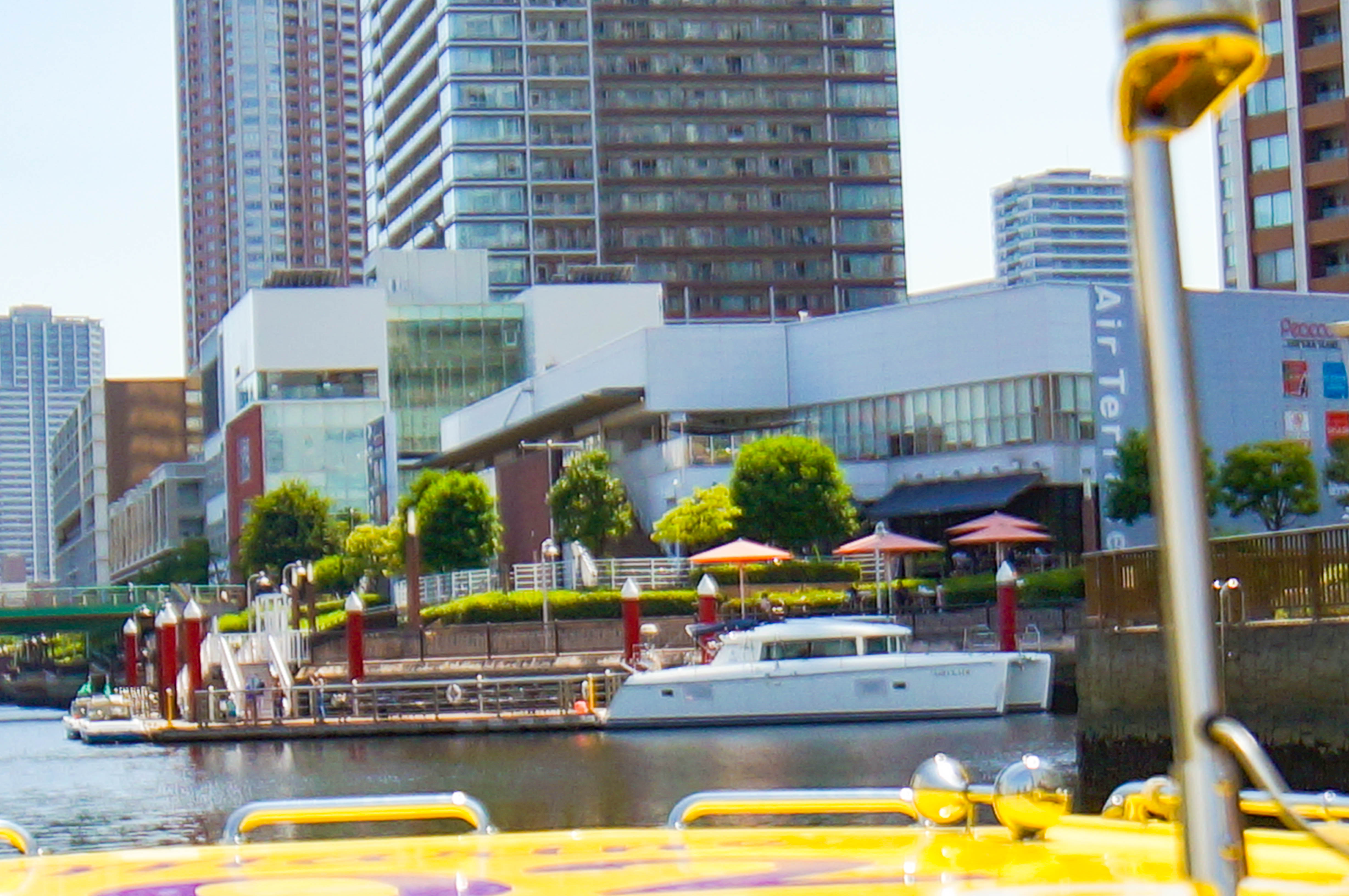
集合住宅街区に設置された桟橋